# Háje (stacja metra)
Háje – końcowa stacja linii C metra praskiego. Leży w centrum osiedla Háje, będącego częścią wielkopłytowego "Miasta Południowego" (Jižní Město).
Stacja została otwarta 7 listopada 1980 (rocznica wybuchu rewolucji październikowej) pod nazwą Kosmonautů (Kosmonautów) – obecną nazwę uzyskała 22 lutego 1990. Od momentu powstania jest stacją końcową linii.
Háje to stacja zbudowana metodą odkrywkową pod powierzchnią ulicy Opatowskiej i placu Kosmonautów (stąd poprzednia nazwa) – maksymalna głębokość wynosi 11 m. Charakteryzuje się typową żelbetową konstrukcją. Długość stacji, wraz z torami odstawczymi zbudowanymi po jej wschodniej stronie, liczy sobie 515 m (w torach odstawczych miał w sierpniu 1987 roku miejsce pożar, nikt wówczas nie ucierpiał). Stacja ma dwa główne wyjścia: zachodnie, umiejscowione przy pętli autobusowej i wschodnie, położone bliżej osiedla.
Stacja pełni funkcję końcowej już od ponad 35 lat (najdłużej w całej sieci) i tak najprawdopodobniej będzie jeszcze przez długi czas (być może na zawsze) – nie jest planowane dalsze wydłużanie linii w kierunku wschodnim.